# Вера Ивковић
Вера Ивковић (Лазаревац, 16. јануар 1949 — Рума, 10. март 2012) била је српска певачица народне музике.

## Музичка каријера
Каријеру је започела 1966. године снимајући дуетске плоче са супругом Данилом Живковићем, композитором и аранжером, а затим и соло албуме од којих су многи достигли златне тираже. Била је позната по хитовима „Шушка се, шушка“, „Шта ће ми шалваре“, „Враголасту родила ме нана“,„Само ти си у мом срцу“, „Да није тебе“ и „Како је теби без мене". Снимила је велики број шумадијских, војвођанских, староградских и изворних песама али и велики број балада и новокомпонованих народних песама. Вера Ивковић је освојила велики број признања и престижних награда на фестивалима широм целе Југославије. Прекинула је музичку каријеру крајем деведесетих година како би се посветила породици. Трагична смрт њеног супруга Данила (2002) и ћерке Маје (2006) за које је била много везана, озбиљно су нарушили Верино здравље услед чега се и она тешко разболела. Преминула је 10. марта 2012. године у дому за стара лица у Руми. Верин унук Данило такође се бави певањем. У јануару 2014. године у дворани Коларчеве задужбине одржан је концерт посвећен Вери Ивковић на којем су учествовале бројне њене колеге уз пратњу народног ансамбла РТС.

## Дискографија
- Свиђаш ми се момче (1980)
- Шта ће ми шалваре (1981)
- Да тебе нема шта би било (1982)
- Заљубљена душа (1982)
- Шушка се, шушка (1983)
- Пређи једном са речи на дела (1984)
- Мрда трава (1985)
- Лудо срце (1987)
- Идемо даље (1988)
- Како је птици без луга (1990)
- Младост пева (1990)
- Држим те за реч (1995)
- И без тебе сунце сија (1998)

## Фестивали
- 1968. Београдски сабор - Пјесма, коло, хармоника (дует са Данилом Живковићем)
- 1970. Београдски сабор - Одмалена ми се знамо
- 1973. Београдски сабор - Лејла, победничка песма
- 1974. Београдски сабор - Момче и девојче
- 1975. Београдски сабор - Ој, чобане мој
- 1975. Хит парада - Иде лола из Инђије
- 1976. Београдски сабор - Само ти си у мом срцу
- 1976. Илиџа - Мелем, прва награда и посебна награда за интерпретацију
- 1976. Славонија, Славонска Пожега - Баш ме брига, што се неко једи
- 1977. Илиџа - Лепота је женско благо
- 1977. Славонија, Славонска Пожега - Дођи, дођи лане
- 1980. Хит парада - Свиђаш ми се, момче
- 1981. Хит парада - Шта ће ми шалваре
- 1983. Хит парада - Заљубљена душа
- 1984. Хит парада - Шушка се, шушка
- 1985. Валандово - Добро ми дошле сватови
- 1985. Валандово - Македонијо (дует са Данилом Живковићем)
- 1986. Хит парада - Чудна ми чуда
- 1986. МЕСАМ - Да није тебе
- 1987. Млава пева јулу, Велико Лаоле - Где су песме, где су стада
- 1987. Валандово - Минат дните
- 1987. Хит парада - Нема више Циле, Миле
- 1987. Вогошћа, Сарајево - Памти ме, памтићу те
- 1987. МЕСАМ - Загрљени дохватисмо дугу, награда стручног жирија за текст
- 1988. Валандово - Песно не ме оставај
- 1988. Хит парада - Лудо срце
- 1989. Валандово - Ке пеам ке се веселам
- 1989. Шумадијски сабор - Добро вече, месече, награда за текст
- 1990. Златна тамбурица, Нови Сад - Пробуди се Војводино